# The Minus 5
I Minus 5 sono un supergruppo rock statunitense, capitanato da Scott McCaughey, cantante e chitarrista appartenente alla scena di Seattle. Tra i vari membri che hanno composto la band nel corso degli anni, spicca quello del chitarrista dei R.E.M. Peter Buck, qui nelle vesti di bassista.

## Storia del gruppo
Formati nel 1993, McCaughey progettò i Minus 5 come un collettivo pop, ed ogni album che si è susseguito nel corso degli anni vanta una formazione differente. Peter Buck, il collaboratore più frequente del gruppo attraverso le varie uscite, è presente fin dall'eponimo CD di debutto del gruppo distribuito attraverso la casa discografica Hello CD of the Month Club che distribuiva EP originali di artisti originali per via postale ai membri del Club.
Il loro primo album completo di debutto Old Liquidator uscì nel 1995, e la formazione dei Minus 5 era composta oltre che da McCaughey e Buck, anche da Jon Auer e Ken Stringfellow dei The Posies. Dopo l'uscita di Old Liquidator per la East Side Digital, il gruppo si riunì alla fine del 1996 per registrare The Lonesome Death Of Buck McCoy, distribuito nella primavera del 1997 dalla Hollywood Records. Nello stesso anno, l'album solista di McCaughey risalente al 1989 My Chartreuse Opinion fu ristampato dalla Hollywood Records e incluso nel catalogo dei Minus 5.
Nel 2001, i Minus 5 insieme con gli Young Fresh Fellows, altro progetto musicale di McCaughey, pubblicarono un doppio album separato, Let The War Against Music Begin / Because We Hate You. Let the War Against Music Begin è il lavoro dei Minus 5.
Nel 2002, la band contribuì con la canzone "Girl I Never Met" ad una compilation della Trampoline Records di Rami Jaffee, Pete Yorn e Marc Dauer: Trampoline Records Volume I.
Dopo un cambio di proprietà alla guida della Hollywood Records, I Minus 5 si ritrovarono a diffondere la propria musica attraverso canali indipendenti e con l'etichetta Return to Sender pubblicarono nel 2003 l'album I Don't Know Who I Am, una collezione di outtake del precedente album Let The War Against Music Begin.
Nel 2003 arrivò la firma con la Yep Roc, che pubblicò Down With Wilco, una collaborazione del gruppo con Jeff Tweedy degli Wilco. La Stessa casa discografica pubblicò nel 2004 l'EP At The Organ, una raccolta di Outtake provenienti dalle registrazioni di Down With Wilco, e ristampò In Rock, una collezione di materiale che McCaughey aveva registrato in un singolo giorno nel 2000.
Il settimo omonimo album della band, conosciuto anche come Gun Album, pubblicato all'inizio del 2006, oltre alla formazione attuale composta oltre che da McCaughey e Buck anche dal batterista ex-Ministry Bill Rieflin e dal cantante chitarrista John Ramberg, vanta varie collaborazioni illustri con artisti come, tra gli altri, Jeff Tweedy, Kelly Hogan ed il cantante Colin Meloy dei The Decemberists.

## Formazione

### Attuale
- Scott McCaughey, voce, chitarra (1993-presente)
- Colin Meloy, chitarra (2004-presente)
- Steve Wynn, chitarra (2019-presente)
- Peter Buck, basso (1993-presente)
- John Moen, batteria (2006-presente)

### Membri precedenti
- Terry Adams, tastiera (1993-2003)
- Tom Ardolino, batteria (1993-2002)
- Bill Rieflin, batteria (2002-2006; morto nel 2020)
- Jeff Tweedy, chitarra (2002-2004)
- Glenn Kotche, batteria (2003-2006)
- Ken Stringfellow, chitarra (1993-1999)
- Ben Gibbard, chitarra (2003-2012)
- Casey Neill, chitarra (2012-2015)
- Dave Depper, chitarra (2015-2019)

## Discografia

### Album in studio
- 1995 - Old Liquidator
- 2000 - In Rock
- 2002 - Let the War Against Music Begin
- 2004 - Down with Wilco
- 2007 - The Minus 5
- 2009 - Killingsworth
- 2014 - Dungeon Golds
- 2016 - Of Monkees and Men
- 2017 - Dear December
- 2019 - Stroke Manior

### Album dal vivo
- 2014 - Live from Austin:The Minus 5
- 2017 - Live at Yep Roc

### Compilation
- 2009 - Butcher Covered
- 2015 - Dungeon Golds